# Garzes-torony
A Garzes-torony (máltaiul: Torri Garzes) vagy más néven Szent Márton-torony (máltaiul: Torri ta' San Martin) volt az első parti őrtorony, amelyet a máltai lovagrend építtetett. A torony felépítését névadója, Martin Garzes nagymester rendelte el Vittorio Cassar tervei alapján, de csak halála után Alof de Wignacourt regnálása idején 1605 és 1607 között készült el. Az erődítmény Máltán, Gozo szigetén, Mġarr kikötőjét őrizte.
A tornyot a 19. században lebontották; anyagait híd- illetve útépítéshez használták fel, és a helyszínt szállodával bővítették.

## Története
A 16. és 17. század fordulóján Máltát növekvő mértékben fenyegették a török hadihajók és a korzárok rajtaütései. Annak ellenére, hogy az 1565-ös nagy ostrom az oszmánok vereségével végződött, majd 1571-ben veszítettek a lepantói csatában, a török flotta támadásai továbbra is állandó fenyegetést jelentettek. Gozo szigetén 1583-ban és 1598-ban is fosztogattak, ostrom alá vették a Cittadelát és még 1551-ben Rabat szinte teljes (5–6000 fős) lakosságát elrabolták és rabszolgaságba kényszerítették.
Martin Garzes nagymester uralma alatt születtek az első tervek a máltai szigetek toronyszerű erődítményekkel való védelmére. A lovagrend Giovanni Rinaldini olasz erődépítőt bízta meg Gozo védelmének újjászervezésével, aki terveiben a partvonal és a kikötő állandó őzrését javasolta. Garzes nagymester úgy döntött, hogy maga finanszírozza az első torony építését, amire 12 000 scudit különített el, de 1601-ben az építkezés megkezdése előtt meghalt.
Hagyatéka szerint az őt követő 54.nagymester idején 1605-ben kezdődött az építkezés Wied il-Kbir és Wied Biljun közötti hegyfokon és 1607-ben készült el. A Garzes-tornyot a rend uralkodásának végéig védelmi építményként használták. Formailag mintaként szolgált a későbbi, Alof de Wignacourt nagymester által építtetett őrtornyokhoz.
243 év elteltével 1848-ban, a brit uralom alatt, a tornyot lebontották. Falazatából építették a Mġarrt Nadurral összekötő hidat és utat. A torony helyére épült a Mġarr Hotel, amit azóta bezártak.

## Leírása
A fennmaradt kevés képforrás csak a torony hozzávetőleges méretét és körvonalát adja meg. Ezek alapján a Garzes-torony négyzet alaprajzú, kétszintes, csonka piramis formájú kisebb erőd volt. Bejárata az első emeleten nyílt, amit kőlépcsőn és egy fa felvonóhídon át lehetett megközelíteni. A lapostetőt alacsony, párkányzatos mellvéd keretezte, és a sarkokban őrállásokat alakítottak ki. A tető közepén egy további négyzet alakú védett torony állt, amely feltehetően 1720 körül épült, és a 19. század elejére már elbontották.
A torony tetején egymástól egyenlő távolságra lövegállásokat alakítottak ki.
Belsejében – a rend aktájában található bejegyzés szerint – volt egy kis kápolna, amelyet Sziénai Szent Katalin, majd 
Szent Márton tiszteletére szenteltek. Noha elsősorban a toronyban szolgáló négy fős legénység és családja használta, nyitva állt a közeli falvakban lakók számára is, és nem hivatalos plébániatemplomként működött. Emellett fegyvertár, lőporraktár, más tárolók és lakóterek voltak benne, amik az ott élők kényelmes megélhetését szolgálták.

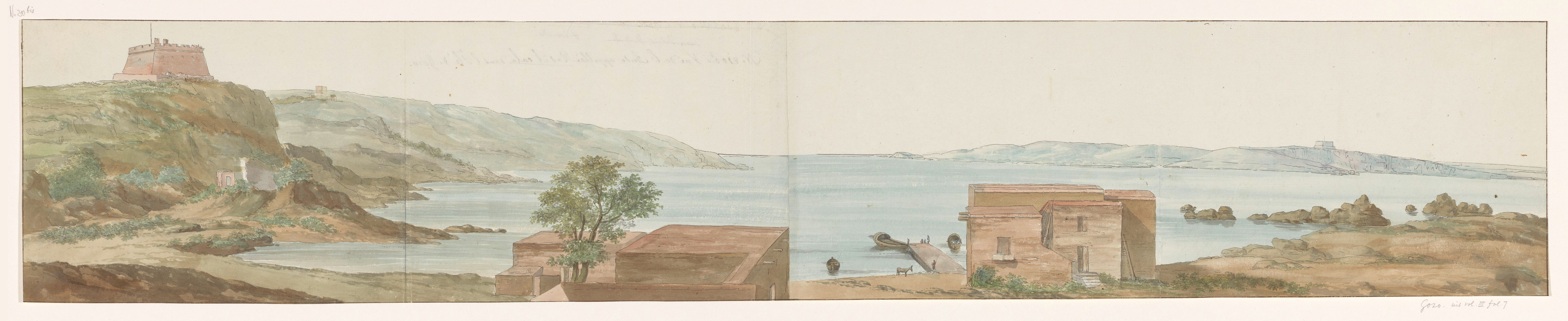
A gozói Mġarr kikötő látképe (1778)

## Öröksége
Bár a Garzes-torony már nem létezik, még mindig fontos helyet foglal el Málta történelmében, mert ez volt az első partivédelmi őrtorony, amelyet a rend épített. Garzes utódja, Alof de Wignacourt hat további nagy őrtornyot építtetett, amelyeket Wignacourt-tornyoknak neveznek, majd az őt követő Jean-Paul de Lascaris-Castellar nagymester alatt további 10 – egy nagyobb, bástyás erőd a Szent Ágota-torony és kilenc, azonos kialakítású kisméretű jelzőtorony – torony, végül Martín de Redín idejében további 13 kisméretű őrtorony épült Málta védelmében.
A Garzes-torony lebontása óta Máltán a legrégebbi torony a Szent Pál-öbölben található Wignacourt-torony, amely 1610-ben épült. Gozo legrégebbi tornya pedig az 1650-ben épült Xlendi torony.

## Fordítás
Ez a szócikk részben vagy egészben  a   Garzes Tower című angol Wikipédia-szócikk fordításán alapul.  Az eredeti cikk szerkesztőit annak laptörténete sorolja fel. Ez a jelzés csupán a megfogalmazás eredetét és a szerzői jogokat jelzi, nem szolgál a cikkben szereplő információk forrásmegjelöléseként.